# Партия демократического процветания
Партия демократического процветания (макед. Партија за демократски просперитет, алб. Partia e Prosperiteti Demokratike) или ПДП — политическая партия этнических албанцев в Республике Македония.

## История
ПДП была основана 15 апреля 1990 года. С 1992 по 1998 ПДП входила в коалиционные правительства СДСМ.
После 1998 ПДП перешла в оппозицию и утратила статус крупнейшей албанской партии страны, уступив вначале своему отколовшемуся радикальному крылу ДПА, а затем и бывшим повстанцам ДУИ.

## Выборы
В 2002 году ПДП получила 2,3 % голосов и только два мандата в Парламенте.В 2006 году в коалиции с ДУИ ПДП получила три мандата.
В мае 2007 года партийное руководство приняло предложение Николы Груевского войти в Правительство Северной Македонии, получив пост министра по локальному самоуправлению.

## Руководство
Нынешним председателем ПДП является Абдулади Вейсели, его предшественниками были: Невзат Халили, Абдураман Алити и Имер Имери.